# Micaria faltana
Micaria faltana är en spindelart som beskrevs av Sunanda Bhattacharya 1935. Micaria faltana ingår i släktet Micaria och familjen plattbuksspindlar. Inga underarter finns listade i Catalogue of Life.